# Lepidostephium asteroides
Lepidostephium asteroides là một loài thực vật có hoa trong họ Cúc. Loài này được (Bolus & Schltr.) Kroner mô tả khoa học đầu tiên năm 1980.